# Har Ram
Har Ram (hebrejsky: הר רם, arabsky: Tal al-Manfucha) je hora sopečného původu o nadmořské výšce 1185 metrů na Golanských výšinách, na syrském území od roku 1967 obsazeným Izraelem.
Nachází se v severovýchodní části Golanských výšin, 30 kilometrů severovýchodně od města Kacrin a 3 kilometry jihovýchodně od města Madždal Šams, cca 3 kilometry od linie izraelské kontroly.
Má dva vrcholky. Západní z nich dosahuje nadmořské výšky 1182 metrů a východní 1185 metrů. Har Ram je nejsevernější součástí vrcholů sopečného původu, které lemují východní okraj Golanských výšin. Jižně odtud na nej navazuje hora Har Kramim. Na jihozápadním úbočí Har Ram leží jezero Ram.